# Seututie 928
Pour les articles homonymes, voir Route 928.
La route régionale 928 (finnois : Seututie 928) est une route régionale allant de la valtatie 4 à la seututie 926 à Tervola en Finlande,,.

## Présentation
La seututie 928 est une route régionale de Laponie.
La route 928 traverse le fleuve Kemijoki par un pont de 494 mètres de long. 
Achevé en 1975 pour remplacer le traversier, le pont a permis une amélioration significative de la circulation routière de Tervola.